# Zapdos
Zapdos (japanski: サンダー Sandā) jedan je od 1025 fiktivnih vrsta Pokémona iz medijske franšize Pokémon, skupa Pokémon videoigara, animiranih serija, manga stripova, knjiga, igraćih karata i drugih medija kojima je tvorac Satoshi Tajiri. Svrha je Zapdosa u videoigrama, animiranoj seriji i manga stripovima, kao i svrha ostalih Pokémona, borba s divljim Pokémonima – neukroćenim stvorenjima koje igrači i likovi pronalaze dok kreću na razne avanture – i pripitomljenim Pokémonima drugih Pokémon trenera.

## Etimologijaimena
Ime "Zapdos" kombinacija je engleske riječi "zap" = munja, što je povezano s elektricitetom i njegovim Električnim tipom, i španjolske riječi "dos" = dva, odnoseći se na to da je brojčano druga Legendarna ptica. 
Njegovo je japansko ime Sandā zapravo fonetički izgovor riječi Thunder, dok je njegovo francusko ime Electhor kombinacija riječi "Electricity" = elektricitet, i imena "Thor".  Tor je bio skandinavski bog munje i gromova, nordijski ekvivalenta grčkog Zeusa i rimskog Jupitera.

## Pokédex podaci
- Pokémon Red/Blue: Legendarna Pokémon ptica za koju pričaju da se pojavljuje iz oblaka otpuštajući snažne udare groma.
- Pokémon Yellow: Kažu da se ova legendarna Pokémon ptica pojavljuje kada nebo potamni te munje i gromovi obasjaju nebo.
- Pokémon Gold: Ova legendarna Pokémon ptica izaziva divlje oluje zamahujući svojim sjajnim krilima.
- Pokémon Silver: Legendarna Pokémon ptica koja se pojavljuje kada se dijelovi olujnih oblaka prepolove na dva dijela.
- Pokémon Crystal: Legendarna Pokémon ptica. Kažu da munje nastale zamasima njenih krila izazivaju ljetne oluje.
- Pokémon Ruby/Sapphire: Zapdos je legendarna Pokémon ptica sposobna upravljati elektricitetom. Obično obitava među olujnim oblacima. Ovaj Pokémon dobiva na snazi ako ga pogodi grom.
- Pokémon Emerald: Zapdos je legendarna Pokémon ptica sposobna upravljati elektricitetom. Obično obitava među olujnim oblacima. Ovaj Pokémon dobiva na snazi ako ga pogodi grom.
- Pokémon FireRed: Jedna od legendarnih Pokémon ptica. Dok leti, stvara glasne pucketave i škljocave zvukove.
- Pokémon LeafGreen: Legendarna Pokémon ptica za koju pričaju da se pojavljuje iz oblaka otpuštajući snažne udare groma.
- Pokémon Diamond/Pearl: Legendarna Pokémon ptica koja obitava unutar olujnih oblaka. Sposobna je upravljati gromovima i munjama.

## U videoigrama
U prvotnim Pokémon Red i Blue igrama namijenjenim igri na Game Boy konzoli, kao i u Pokémon FireRed i LeafGreen igrama, Zapdosa se može uhvatiti u Elektrani. Zapdosa se može oteti od Cipher Grand Master Greevila u Pokémon XD: Gale of Darkness. Zapdos se pojavljuje kao šef u Pokémon Mystery Dungeon igri.
Nakon što ga se prenese s Pokémon Red, Blue i Yellow verzija na Pokémon Gold, Silver i Crystal igre, Zapdos će držati Jarki prah (Brightpowder), koji snižava protivnikovu preciznost tijekom izvođenja napada.
Kao Legendarni Pokémon, Zapdos ima visoke statistike, a najviši mu je njegov Special Attack status sa 125 bodova.
Zapdosa se ne može uhvatiti u drugoj generaciji igara, jer Elektrana više nije napuštena.
U igri Pokémon Platinum, igrač mora razgovarati s profesorom Oakom u gradu Eterni nakon što pobijedi Elitnu četvorku. Nakon razgovora, Articuno, Zapdos i Moltres slobodno će letjeti Sinnoh regijom i biti dostupne hvatanju.

## Tehnike
| Prirodne tehnike                | Prirodne tehnike | Prirodne tehnike |
| ------------------------------- | ---------------- | ---------------- |
| Tehnika                         | Vrsta tehnike    | Razina           |
| Kljucanje (Peck)                | Leteći           |                  |
| Gromoviti šok (ThunderShock)    | Električni       |                  |
| Gromoviti val (Thunder Wave)    | Električni       | 8                |
| Opažanje (Detect)               | Borbeni          | 15               |
| Čupanje (Pluck)                 | Leteći           | 22               |
| Drevna moć (AncientPower)       | Kameni           | 29               |
| Napajanje (Charge)              | Električni       | 36               |
| Okretnost (Agility)             | Psihički         | 43               |
| Pražnjenje (Discharge)          | Električni       | 50               |
| Lijeganje (Roost)               | Leteći           | 57               |
| Lagani zaslon (Light Screen)    | Psihički         | 64               |
| Bušenje kljucanjem (Drill Peck) | Leteći           | 71               |
| Grom (Thunder)                  | Električni       | 78               |
| Ples kiše (Rain Dance)          | Vodeni           | 85               |

## Statistike
| HP:      | 90  |  |
| Attack:  | 90  |  |
| Defense: | 85  |  |
| Special: | 125 |  |
| SpAtk:   | 125 |  |
| SpDef:   | 90  |  |
| Speed:   | 100 |  |

Statistika Special korištena je samo tijekom prve generacije; kasnije je podijeljenja na Special Attack i Special Defense statistike.

## U animiranoj seriji
Zapdos se pojavio u prvotnim epizodama Pokémon animirane serije kao robot u zabavnom parku, zajedno s Moltresom.
Zapdosovo prvo pravo pojavljivanje bilo je u filmu Pokémon The Movie 2000, zajedno s dvije ostale Legendarne ptice, Articunom i Moltresom.
Zapdos se pojavio u epizodi "As Clear as Crystal". Tim Raketa pokušao je ukrasti kristal koji iscjeljuje Električne Pokémone. U isto se vrijeme pojavio Zapdos te su Tim Raketa odlučili ukrasti oboje, no neuspješno.